# 扈尔汉
扈尔汉（穆麟德轉寫：Hūrhan；1578年—1623年），佟佳氏，满洲正白旗人，世居雅尔古寨。父扈喇虎，早年投奔努爾哈赤，努爾哈赤認扈尔汉為义子。扈尔汉為報養育之恩，每战必为前锋。後金開國後，名列開國五大臣，執掌鑲白旗，於萨尔浒之战大破明軍，1623年去世，终年四十八。

## 家族
“達爾漢侍衛扈爾漢，正白旗人，世居雅爾湖地方，國初隨其父扈喇虎來歸，太祖高皇帝優遇之，養以為子，賜姓覺羅，授為一等大臣，居五大臣之列。……累功加世職至三等子，卒，太祖親臨其喪，哭之”（载《八旗滿洲氏族通譜》卷19）。
- 次弟胡施塔，原任佐領。其子塔穆哈，原任護軍參領。
- 四弟達漢布祿。其孫謨克綽，原任二等侍衛。曾孫穆赫琳，原任頭等侍衛。
- 五弟雅錫塔，原任頭等侍衛。
- 八弟揚果泰。後代有嘉慶十四年（1809年）己巳恩科進士玉綬。
- 九弟昂古泰。其子索博，原任頭等侍衛；石旒住，原任內閣侍讀學士。孫覃圖，原任二等侍衛。
- 十弟達拜，原任協領。其子本拜，原任頭等侍衛。孫四格，原任二等侍衛。
- 第三子渾塔。其子色勒，原任散秩大臣兼佐領。孫訥爾布，原任御前頭等侍衛；巴爾布，原任副都統兼佐領。

## 延伸阅读
[在维基数据编辑]
 《清史稿·卷225》，出自趙爾巽《清史稿》